# Freden i Rastatt
Freden i Rastatt var ett fredsfördrag mellan Frankrike och Österrike som ingicks den 7 mars 1714 i Rastatt i Baden, för att få slut på kriget länderna emellan under det Spanska tronföljdskriget. Fördraget följde den tidigare freden i Utrecht från april 1713, vilken avslutade fientligheterna mellan Frankrike och Spanien samt dem  mellan Storbritannien och Nederländerna. En tredje fred tecknades samma år i Baden för att avsluta fientligheterna mellan Frankrike och det Tysk-romerska riket, denna fred byggde på freden i Rastatt.
Under 1713 hade de krigförande parterna i Spanska tronföljdskriget börjat tära på sina militära resurser och det var osannolikt att fortsättningen av kriget skulle leda till några resultat under överskådlig framtid. De första fredsförhandlingarna  mellan Frankrike och Österrike tog vid i Rastatt i november 1713, vilket ledde till fredsfördraget i Rastatt den 7 mars 1714, vilket formellt avslutade fientligheterna och kompletterade freden i Utrecht som hade undertecknats föregående år. Under förhandlingarna företräddes Frankrike av den franska marskalken Claude Louis Hector de Villars medan Österrike företräddes av den kejserliga befälhavaren Eugen av Savojen.

## Bakgrund
Under förhandlingarna inför freden i Utrecht lämnades Österrike av sina tidigare allierade, särskilt Storbritannien, vilket ledde till att Österrike började förhandla direkt med Frankrike. Storbritannien fruktade en eventuell hopslagning av Österrike och Spanien under den österrikiske kejsaren Karl VI, som gjorde anspråk på den spanska tronen, eftersom en sådan hopslagning skulle flyttat maktbalansen i europeisk politik till Habsburgarnas fördel.
I juni 1713 drog Frankrike igång Rhenkampanjen mot det Tysk-romerska riket och erövrade Kaiserslautern, Landau in der Pfalz och Breisgau. Efter dessa nederlag accepterade Karl VI den franske kungen Ludvig XIV:s erbjudande om att återuppta förhandlingarna.

## Fredens följder
Freden innebar att Österrike av Spanien erhöll de spanska territorierna i Italien bestående av Neapel, Milano, Sardinien samt Spanska Nederländerna, medan Frankrike avstod Freiburg im Breisgau och ett antal områden längs floden Rhens östra gränser till Österrike. Samtidigt erkände freden Frankrikes rätt att behålla Landau in der Pfalz. Som ett resultat av freden i Rastatt nådde de österrikiska Habsburgarna den största territoriella omfattningen i sin historia, vilket gjorde att landet blev en stor kraft i västra och södra Europa, utöver den redan dominerande ställningen i Centraleuropa. För Frankrikes del bekräftade Utrecht- och Rastatt-frederna att Huset Bourbon besatt Spaniens tron, vilket alltså fråntog den österrikiske kejsaren Karl VI hans anspråk på den spanska tronen, och att den spanska och franska kronan inte kunde förenas, men också att de extra territoriella vinster som Frankrike eftersträvat nekades dem.